# کهالاند-ساینت-آنزلمه
کهالاند-ساینت-آنزلمه (به ایتالیایی: Challand-Saint-Anselme) یک کومونه در ایتالیا است که در واله دائوستا واقع شده‌است.

## خصوصیات
کهالاند-ساینت-آنزلمه ۲۷ کیلومترمربع مساحت و ۷۶۹ نفر جمعیت دارد و ۱٬۰۳۰ متر بالاتر از سطح دریا واقع شده‌است.